# Vérvár
Vérvár (horvátul: Virgrad) egy középkori várhely Horvátországban, a Vukovár-Szerém megyei Bosnyaci település határában. 

## Fekvése
A vár Bosnyaci és Atak között a Virovi nevű félszigeten állt.

## Története
Vérvár építési ideje nem ismert. Az ásatások alapján a szakemberek legkorábban a 12. századra, legkésőbb a 15. századra teszik. Elsősorban fából, tömörített földből, téglából és kőből épült, magas, tölgyfa rönkökből épített paliszádokkal. A várat 1437-ben „Castrum seu castellum Weruar” alakban említi Zsigmond király oklevele, mint a magbanszakadt Alsáni János birtokát, melyet a Tallóciaknak adományozott. 1446-ban Berzsenyi Kelemen kezére került és ekkor felsorolják tartozékait is. Uradalmához 37 falu tartozott. A várat ekkor „Castellum Werwar” néven említik, később viszont már nem szerepel írott forrásban. 1476-ban már Atak volt az uradalom központja. Ekkor adták át a Tallóciak a kalocsai érseknek. A vár vagy 1477-ben, amikor a török jelentős pusztításba kezdett a szlavóniai és szerémségi területeken, vagy 1536-ban Valkóvár és Pozsega elfoglalása során pusztult el.

## A vár mai állapota
A maradványok egy félszigeten helyezkednek el. Az egykori erődítményből ma is látszik a kettős sánccal övezett kerek kiemelkedés, melynek harmadik sáncát az útépítés során megsemmisítették. A központi, 4 méteres kiemelkedés átmérője 20 méter, melyet mély, kettős árok övez. Feltételezhető, hogy a várat ennek az ároknak köszönhetően teljesen víz vette körül, és a várba valószínűleg felvonóhídon keresztül jutottak be. Az első fennsík magasságában húzódott a második, melyet ismét egy ugyanolyan mély árok határolt. Az első és a második várárok közötti távolság körülbelül 30 méter. Végül jött a harmadik fennsík, amelyet a külső, leghosszabb árok határol. Ez a várárok 40 méterre van a másiktól. A második és a harmadik vizesárok - az elsővel ellentétben - ellipszis alakú. A harmadik, külső árok egy út építésével elpusztult. Vérvár egésze nagyjából kör alakú volt, mintegy 100 méter átmérővel.
A Vinkovci Városi Múzeum 1970-ben Kornelija Minichreiter vezetésével végzett itt régészeti kutatásokat. Ennek során fából épített paliszádokat, durva és finomabb megmunkálású középkori kerámiákat, tűzhely maradványait és fémtárgyakat találtak. Az ásatás során különböző időszakokból származó érméket találtak, közülük többet a római korból. A hely tudományos jelentőséggel bír, mivel az eddigi eredmények alapján a jövőbeni kutatás jelentős régészeti eredményeket hozhat.